# Friedrich Auhagen
Friedrich Ernst Ferdinand Auhagen (* 24. Dezember 1899 in Steglitz, Kreis Teltow; † 29. Oktober 1954 in Großburgwedel) war ein deutscher Literaturwissenschaftler in den Vereinigten Staaten, der 1941 wegen Verstoßes gegen den Foreign Agents Registration Act als NS-Propagandist verurteilt wurde.

## Leben
Auhagens Vater war Beamter im Auswärtigen Amt und war für einige Zeit in Jerusalem eingesetzt, wo Auhagen einen Teil seiner Kindheit verbrachte. Nach der Reifeprüfung in Deutschland 1917 leistete er für zwei Jahre seinen Militärdienst. Er war im Ersten Weltkrieg für ein Jahr als Unterleutnant des Deutschen Kaiserreichs an Front in Frankreich eingesetzt. Anschließend absolvierte er ein Studium der Wirtschaftswissenschaften und des Bergbauingenieurwesens an deutschen Universitäten.
Mit der S. S. Eisenach, auf der er als Kohlenschaufler angeheuert hatte, kam Auhagen am 16. Juli 1923 in den Vereinigten Staaten, indem er von Bord sprang. Er fand eine erste Anstellung in Wilkes-Barre, Pennsylvania. Später arbeitete er in der Auslandsabteilung der Equitable Trust Company in New York und lebte in Elmhurst auf Long Island. 1929 beantragte er die US-Staatsbürgerschaft, beendete das Einbürgerungsverfahren jedoch nicht. Er promovierte in Philosophie. Anschließend wurde er Deutschlehrer am St. Francis Xavier College, dann an der Lincoln School und lehrte schließlich an der Columbia University deutsche Literatur.
Seit 1935 betätigte sich Auhagen als Schriftsteller und Dozent. Hielt Vorträge beim Town Meeting of the Air, dem New York Herald Tribune Forum, der Foreign Policy Association und dem Institute of Public Affairs der University of Virginia. In den Jahren 1925, 1929, 1932, 1933, 1934, 1935, 1936 und 1938 unternahm er Reisen nach  Deutschland. Er war mit Friedhelm Dräger befreundet, der sowohl Attaché im deutschen Konsulat in New York als auch Kreisleiter der NSDAP-Auslandsorganisation in den Vereinigten Staaten war. Beide waren gemeinsam in Deutschland zur Schule gegangen und hatten im Ersten Weltkrieg in derselben Einheit gedient.

## American Fellowship Forum
Am 16. März 1939 gründete er ein American Fellowship Forum (A.F.F.). Es sollte eine Bildungseinrichtung  für Deutschamerikaner zum Zweck der „nationalen Rettung“ sein. Das Forum unterhielt Zweigstellen in New York, Newark, Philadelphia, Springfield, Cleveland, Chicago und La Salle. Das A.F.F. unterstützte den Faschismus und den Nationalsozialismus und trat für einen amerikanischen Isolationismus ein. Zu ihren Führern gehörten George Sylvester Viereck sowie Lawrence Dennis, der The Weekly Foreign Letter herausgab, die außenpolitische Trends aus faschistischer Sicht analysierte.
Auhagen schrieb regelmäßig für die Publikationen des A.F.F., Today’s Challenge und The Forum Observer, die ab 1939 bis zu dessen Auflösung im Mai 1940 erschienen. Im September 1940 wurde Auhagen inhaftiert und bezüglich möglicherweise subversiver Nazi-Aktivitäten im Oktober von der „Dies Commission“ befragt. Er wurde freigelassen, blieb aber unter Beobachtung des US-Justizministeriums.

## Anklage, Prozess und Verurteilung
Am 5. März 1941 wurde Auhagen in Ottawa erneut verhaftet. Die bundesstaatliche Grand Jury erhob Anklage gegen ihn, da er sich willentlich nicht als deutscher Interessenvertreter hatte registrieren lassen. Sie bezog sich dabei auf den 1938 erlassenen Foreign Agents Registration Act (McCormack Act). Auhagen beantragte, dass im Rahmen eines Rechtshilfeersuchens Gustav Kurt Johannsen aus Hamburg vorgeladen würde, den das Gericht aber als Verbindungsmann identifizierte und als Zeugen ablehnte. Die Untersuchung erbrachte, dass Auhagen Gelder erhalten hatte, um Propaganda zu verbreiten und Einfluss auf die US-Politik zu nehmen. Als Geldgeber wurden Johannsen und Ferdinand A. Kertess, Präsident der Chemical Marketing Company of NYC und Mitbegründer des A.F.F., ausgemacht. Zudem soll er Kontakte zu Herbert Scholz, deutscher Konsul in Boston und mutmaßlicher Schlüsselagent der Gestapo an der Ostküste, unterhalten haben.
In der Anklage wurde Auhagen ferner zur Last gelegt, dass er seit September 1938 Vorträge gehalten, Versammlungen arrangiert und Artikel geschrieben habe, um einen positiven Eindruck von Hitlers Regime zu vermitteln. Er soll Mitstreiter angeworben haben, um ihn dabei zu unterstützen. Auch seine Gründung der Zeitschrift Today’s Challenge wurde als Anklagepunkt aufgeführt.
Am 11. Juli 1941 wurde er in drei Punkten des McCormack-Gesetzes für schuldig befunden und zu 1000 $ Geldstrafe sowie 2 Jahren Gefängnis verurteilt. Mit der Kriegserklärung des Deutschen Reiches im Dezember 1941 wurde er als „gefährlicher, feindlicher Ausländer“ (dangerous enemy alien) eingestuft und ein Berufungsverfahren abgelehnt.
Auhagen blieb bis April 1947 inhaftiert und wurde dann nach Deutschland überstellt, wo man ihn in den Nürnberger Prozessen als Kriegsverbrecher anklagte. Nach Untersuchung aller Anklagepunkte und Akten, die keine Verbindung zur deutschen NS-Regierung feststellte, wurde er unter der Auflage, nicht in die USA zurückzukehren, entlassen. 1952 beantragte er die Wiederaufnahme des Verfahrens von 1941. Auhagen war der Überzeugung, dass seine Verhaftung Teil eines Plans der US-Demokraten war, um deutsch-amerikanische, republikanische Parteiführer zu diskreditieren.

## Publikationen (Auswahl)
- Fred Ernest Auhagen: Schiller’s theory of the beautiful as developed from Kant’s aesthetics. Masters essay. Columbia University 1929.
- Mit George V. Denny, Marie Bentivoglio, George Earle Raiguel, Jan Masaryk: How can Europe avoid war? Columbia University Press, New York 1939.